# Tarachidia semibrunnea
Tarachidia semibrunnea är en fjärilsart som beskrevs av Druce 1909. Tarachidia semibrunnea ingår i släktet Tarachidia och familjen nattflyn. Inga underarter finns listade i Catalogue of Life.